# Vila Kraus
Vila Kraus se nachází v ulici Na Zátorce 3/289 v Praze 6 – Bubenči. Dům ve stylu pozdní geometrické secese podle návrhu architekta Emila Králíčka byl postaven v letech 1908–1909. Na domu je vidět vliv darmstadtské architektury.

## Historie

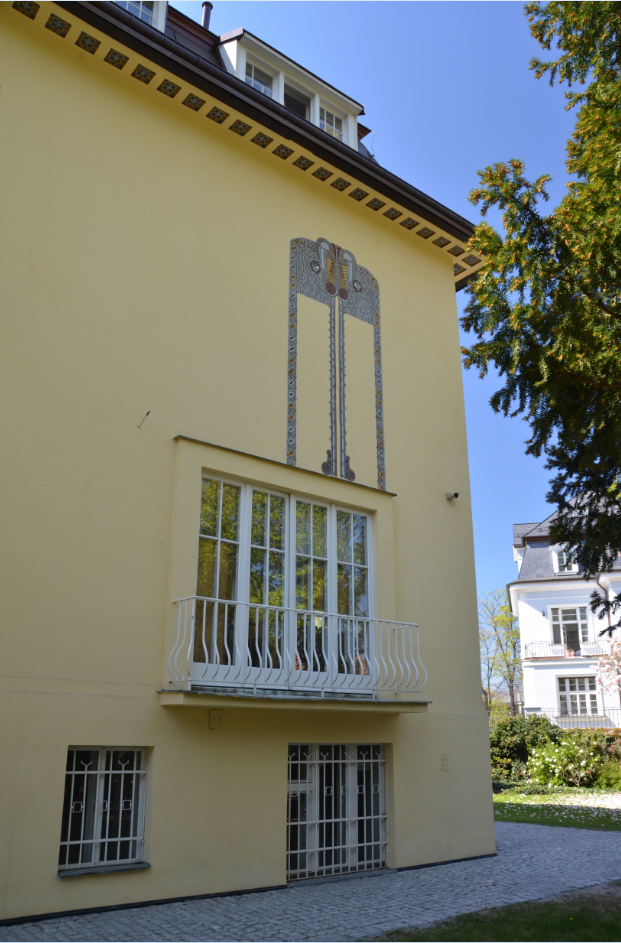
Vila Kraus, boční pohled

Dům byl postaven podle návrhu architekta Emila Králíčka stavitelem Matějem Blechou v letech 1908–1909 pro rodinu říšského radního a ředitele kolínské draslovny (Kolliner Spiritus- und Pottasche-Fabrik) Julia Krause.
Od 30. let 20. století do roku 1952 dům vlastnil JUDr. Jan Hochman, advokát Miloše Havla a člen správní rady Ateliérů Barrandov.  V této době bylo také odstraněno schodiště vedoucí do zahrady a veranda byla uzavřena zimní zahradou.
Dům byl zestátněn v roce 1952 a potom byl využíván k ubytování sovětských poradců. Od 60. do 80. let se ve vile nacházela škola I. správy MV.
Objekt byl navrácen dědicům původních majitelů v roce 1991 a byl od té doby výrazně zrekonstruován. Po listopadu 1989 byla ve vile redakce časopisu ELLE a dalších.

## Konstrukce
Jedná se patrovou solitérní vilu se zvýšeným přízemím a podkrovním patrem. Na nároží má dvojici polygonálních rizalitů, pravý přechází do polygonální věžice – vytváří tak asymetrii fasády. Mezi ryzality je umístěna zimní zahrada, na jejíž střeše je částečně krytá terasa. Architekturu vily doplňují modře laděné dekorativní plochy se stylizovaným secesním florálním dekorem.